# Offerton (Derbyshire)
Offerton – osada i civil parish w Anglii, w Derbyshire, w dystrykcie Derbyshire Dales. W 2001 roku civil parish liczyła 10 mieszkańców. Offerton jest wspomniana w Domesday Book (1086) jako Offretune.